# コリナルド
コリナルド（伊: Corinaldo）は、イタリア共和国マルケ州アンコーナ県にある、人口約4,800人の基礎自治体（コムーネ）。

## 地理

### 位置・広がり
アンコーナ県のコムーネ。県都・州都アンコーナから西へ38kmの距離にある。

#### 隣接コムーネ
隣接するコムーネは以下の通り。括弧内のPUはペーザロ・エ・ウルビーノ県所属を示す。
- カステッレオーネ・ディ・スアーザ
- モンダーヴィオ (PU)
- モンテ・ポルツィオ (PU)
- オストラ
- オストラ・ヴェーテレ
- サン・ロレンツォ・イン・カンポ (PU)
- トレカステッリ

### 気候分類・地震分類
コリナルドにおけるイタリアの気候分類 (it) および度日は、zona D, 1903 GGである。
また、イタリアの地震リスク階級 (it) では、zona 2 (sismicità media) に分類される。

## 行政

### 分離集落
コリナルドには、以下の分離集落（フラツィオーネ）がある。
- Madonna del Piano, Nevola, San Bartolo, San Domenico, Sant'Apollonia, Santa Maria, Sant'Isidoro, San Vincenzo, Ville

## 文化・観光
「イタリアの最も美しい村」クラブ加盟コムーネである。

## 人物

### 著名な出身者
- マリア・ゴレッティ - 19-20世紀を生きたカトリック教会の殉教者、聖人。

## 姉妹都市
- アルコレ、イタリア
- ネットゥーノ、イタリア
- サン・ベネデット・デイ・マルシ、イタリア